# Peter M. Boenisch
Peter M. Boenisch (* 1971 in Wolfratshausen) ist ein deutscher Theaterwissenschaftler.

## Leben
Neben seinem Studium der Theaterwissenschaft, Englischen Literaturwissenschaft und Theoretischen Linguistik an der Ludwig-Maximilians-Universität München arbeitete er mehrere Jahre lang als freiberuflicher Kulturkritiker vor allem für die Süddeutsche Zeitung, das Münchner Stadtmagazin und andere Medien. Nach seiner Promotion arbeitete er bis 2003 als Wissenschaftlicher Assistent für Tanz und Performancetheater am Institut für Theaterwissenschaft der Ludwig-Maximilians-Universität München. Von 2001 bis 2003 war er unter Sigrid Gareis als Berater am Aufbau des Theoriezentrums am Tanzquartier Wien beteiligt.
Von 2004 bis 2018 lebte und arbeitete er in Großbritannien, zunächst an der University of Kent, dann als Professor of European Theater an der Royal Central School of Speech and Drama, University of London, an der er weiterhin nebenberuflich mitarbeitet.
An der University of Kent gründete er mit Patrice Pavis und Paul Allain das informelle Theaterforschungs-Netzwerk European Theatre Research Network (ETRN), das bei einem Festakt in Canterbury 2007 von Dragan Klaić formell instituiert wurde. Das Netzwerk setzte sich den Austausch zwischen kontinentaleuropäischer und englischsprachiger Theaterforschung, aber auch Theaterpraxis, zum Ziel.
Heute ist das ETRN als inter-institutionelles Forschungszentrum der University of Kent, Royal Central School of Speech and Drama, und Universität Aarhus weiterhin mit diesem Austausch beschäftigt. 2015/16 war er Fellow am von Erika Fischer-Lichte geleiteten Forschungskolleg Interweaving Performance Cultures der FU Berlin. Er lebt in München und Aarhus.

## Forschung
Seine mehr als 50 veröffentlichten Aufsätze, Buchkapitel und Forschungsarbeiten beschäftigen sich vor allem mit Aspekten der Regie und Dramaturgie mit Schwerpunkt im deutsch- und niederländischsprachigen Theater, sowie mit der institutionellen Ästhetik des europäischen Theaters. In Bezug auf die kulturkritischen Ansätze von Slavoj Žižek, Fredric Jameson, Jacques Rancière und andere fragen seine Arbeiten nach der gesellschaftspolitischen Bedeutung von Theaterarbeit.
Er promovierte an der LMU München bei Christopher Balme mit der Dissertation körPERformance 1.0: Zur Theorie und Analyse von Körper- und Bewegungsdarstellungen im zeitgenössischen Theater (veröffentlicht 2002 in der Reihe Intervisionen bei Epodium München). Seine in England entstandenen Arbeiten setzen sich vor allem mit dem Konzept des Regietheaters auseinander. Sein Buch Directing Scenes and Senses: The Thinking of Regie, das die kontinentaleuropäische Praxis der interpretierenden Theaterregie im Kontext europäischer Philosophie konzeptionalisiert (vor allem mit Bezug auf Hegels Dialektik), erhielt 2016 den 2. Preis des von der britischen Theatre and Performance Research Association TAPRA vergebenen David Bradby Award for Research in International Theatre and Performance.
Von 2012 bis 2015 arbeitete Boenisch im Rahmen eines von der British Academy und des britischen Leverhulme Trust finanzierten Forschungsprojekts mit dem deutschen Theaterregisseur Thomas Ostermeier zusammen. Daraus ging das Buch The Theatre of Thomas Ostermeier (Routledge 2016) hervor.
Im Rahmen seiner Berufung an die Universität Aarhus erhielt er von der Aarhus University Foundation Mittel für das bis 2023 laufende Forschungsprojekt Reconfiguring Dramaturgy for a Global Culture: Changing Practices in 21st century European Theatre. Im interdisziplinären Forschungsprogramm der Aarhus Universität Cultural Transformations richtete er die Forschergruppe Paradigms of Dramaturgy: Arts, Institutions and the Social ein.

## Ehrungen
Das US-amerikanische Nachrichtenmagazin Newsweek bezeichnete ihn als „leading European theater scholar.“ Er ist seit 2019 Professor für Dramaturgie an der Universität Aarhus (Dänemark). 2019 wurde er in die Academia Europaea aufgenommen.

## Veröffentlichungen (Auswahl)
- (mit Thomas Ostermeier) The Theatre of Thomas Ostermeier. Abingdon and New York: Routledge 2016, ISBN 978-1-138-91447-6 (Paperback), ISBN 978-1-138-91446-9 (Hardback).
- Directing Scenes & Senses: The Thinking of Regie. Manchester University Press, Manchester 2015, ISBN 978-0-7190-9719-5 (Hardback), ISBN 978-1-5261-2301-5 (Paperback).
- (Hg.), The Schaubühne Berlin under Thomas Ostermeier: Reinventing Realism. Bloomsbury Methuen, London and New York 2020, ISBN 978-1-350-16579-3 (Hardback), ISBN 978-1-350-19070-2 (Paperback), ISBN 978-1-350-16580-9 (E-Book).
- (Hg.), Directors’ Theatre, 2nd ed., David Bradby and David Williams, Macmillan Red Globe Press 2019, ISBN 978-1-352-00797-8 (Hardback), ISBN 978-1-352-00794-7 (Paperback).
- (Hg. mit Clare Finburgh Delijani), The Great European Stage Directors, Vol. 6: Littlewood, Planchon, Strehler. Hg. der Reihe: Simon Shepherd. Bloomsbury Methuen, London 2018, ISBN 978-1-4742-5399-4.
- (Hg., mit Lourdes Orozco) Border Collisions: Contemporary Flemish Theatre, Contemporary Theatre Review – Special Issue Vol. 20, No. 4, 2010, ISSN 1048-6801 print, ISSN 1477-2264 online.
- (Hg., mit Ric Allsopp), Bodiescapes. Performance Research Vol. 8, No. 2, London/New York: Routledge 2003, ISBN 0-415-32131-X, Pp. 144.
- (Hg., mit Katharina Keim und Robert Braunmüller), Theater ohne Grenzen. Utz, München 2003, ISBN 3-8316-0237-9, Pp. 504.
- körPERformance 1.0. Theorie und Analyse von Körper- und Bewegungsdarstellungen im zeitgenössischen Theater. ePodium, München 2002, ISBN 3-9807394-6-5, Pp. 376.